# Where the Buffalo Roam
Where the Buffalo Roam è un film statunitense del 1980 diretto e prodotto da Art Linson.
Il film descrive vagamente l'ascesa alla fama del giornalista Hunter Stockton Thompson negli anni '70 e la sua amicizia con l'avvocato e attivista chicano Oscar Zeta Acosta, che nel film viene chiamato Carl Lazlo, Esq.
Gli articoli di Hunter S. Thompson The Banshee Screams for Buffalo Meat e Strange Rumblings in Aztlan pubblicati su Rolling Stone fungono da soggetto per il film, sebbene lo sceneggiatore John Kaye abbia attinto da molti altri libri di Thompson, ovvero Fear and Loathing: On the Campaign Trail '72 (1973), The Great Shark Hunt (1979) e Paura e disgusto a Las Vegas (Fear and Loathing in Las Vegas) (1971).